# Mreža za komarce
Mreža za komarce pruža zaštitu od komaraca, muva, i drugih insekata, i tim putem protiv bolesti koje oni mogu da prenose. Primeri bolesti su malarija, denga groznica, žuta groznica, i razne forme encefalitisa, uključujući virus Zapadnog Nila. Da bi bila efektivna mreža za komarace mora da bude dovoljno fina onemogući pristup insektima bez ometanja preglednost i protoka vazduha. Efektivnost mreže za komarce se može znatno povećati putem njenog tretiranja sa odgovarajućim insekticidima ili repelantima komaraca.

## Spoljašnje veze
- Архивирано на веб-сајту  (5. април 2013)